# Sipaczi
Sipaczi (ros. Сипачи) – wieś (ros. деревня, trb. dieriewnia) w zachodniej Rosji, w osiedlu wiejskim Gniozdowskoje rejonu smoleńskiego w obwodzie smoleńskim.

## Geografia
Miejscowość położona jest 1,5 km od przystanku kolejowego Rakitnaja, 2 km od drogi federalnej R120 (Orzeł – Briańsk – Smoleńsk – Witebsk), 6 km od drogi magistralnej M1 «Białoruś», 3 km od centrum administracyjnego osiedla wiejskiego (Nowyje Batieki), 16 km od centrum Smoleńska.
W granicach miejscowości znajdują się ulice: Centralnaja, Jużnaja, Kołchoznaja, Siewiernaja.

## Demografia
W 2010 r. miejscowość liczyła sobie 126 mieszkańców.